# VisioN-I
『VisioN-I』（ヴィジョン・ワン）は、VisioNの1枚目のオリジナル・アルバム。1992年3月21日にヴァージン・ジャパンよりリリース。

## 解説
VisioNの1stアルバム。シングル「君を探して」と同時リリースされた。
「私達は、“君を探して DON'T LEAVE ME NOW”をフレディ・マーキュリーに捧げます」と解説書に英文で記載されている。

## リリース変遷
規格品番：VJCA-00013（1992年3月21日・初回特典スーパーピクチャーCD・販売元：ヴァージン・ジャパン）
規格品番：MRCA-20014（1993年4月21日・販売元：メディア・レモラス）

## 収録曲
1. デザイアー・フォー・コミュニケーション
2. 君を探して
3. グッドバイ・ハートエイク
4. ストレンジ・ナイト
5. ガンコ親父とロック・スター
6. ミラージュ
7. 革命はいかが
8. 永遠のハーモニー